# Руби Роуз
Руби Роуз Лангенхајм (енгл. Ruby Rose Langenheim; Мелбурн, 20. март 1986) аустралијска је манекенка, глумица, ди-џеј и телевизијска водитељка.

## Детињство и младост
Рођена је 20. марта 1986. године у Мелбурну, у Викторији. Као дете је често путовала са својом самохраном мајком, Катјом.

## Приватни живот
Са 12 година се аутовала као лезбијка. Изјавила је да је била малтретирана, те вербално и физичко злостављање од стране вршњака, због своје сексуалности и родне неусаглашености. Такође изјавила да ју је као дете сексуално злостављао рођак.
Изјавила је да је била убеђена да је дечак док је одрастала, те да је штедела новац како би отишла на операцију промене пола и постала мушко. Међутим, изјавила је да јој је драго што се није подвргла операцији промене пола и да жели да једног дана има децу. Навела је да ју је манекенство довело до сазнања за андрогинију и омогућило јој да се бави овим послом различитим родним изражавањем.
За себе каже да је родно колебљива. Такође је веганка због глобалног загревања.

## Филмографија

### Филм
| Улоге  |                                       |               |               |             |
| Година | Српски назив                          | Изворни назив | Улога         | Напомена    |
| 2013.  |                                       |               | Хана          |             |
| 2014.  |                                       |               | себе          | кратки филм |
| 2016.  | Ко се боји вука још                   |               | Бјанка (глас) |             |
| 2016.  | Притајено зло: Коначно поглавље       |               | Абигејл       |             |
| 2017.  | XXX: Повратак Зандера Кејџа              |               | Адел Вулф     |             |
| 2017.  | Џон Вик 2                             |               | Арес          |             |
| 2017.  | Савршени корак 3                      |               | Каламити      |             |
| 2018.  | Мегалодон: Предатор из далеких дубина |               | Џекс Херд     |             |
| 2020.  |                                       |               | Лиз (глас)    |             |
| 2020.  |                                       | Али           |               |             |
| 2021.  |                                       |               | Грејс Луис    |             |
| 2021.  |                                       | Викторија     |               |             |
| 2022.  |                                       |               | Паркер        |             |
| 2022.  |                                       | Бела Дентон   |               |             |
| 2022.  | Таурус                                |               | Бад           |             |

### Телевизија
| Улоге      |                         |               |                      |                            |
| Година     | Српски назив            | Изворни назив | Улога                | Напомена                   |
| 2015—2016. | Наранџаста је нова црна |               | Стела Карлин         | споредна улога (3. сезона) |
| 2018—2019. | Флеш                    |               | Кејт Кејн / Бетвумен | 2 епизоде                  |
| 2018—2019. | Стрела                  |               | Кејт Кејн / Бетвумен | 2 епизоде                  |
| 2018—2019. | Супергерл               |               | Кејт Кејн / Бетвумен | 2 епизоде                  |
| 2019—2020. | Бетвумен                |               | Кејт Кејн / Бетвумен | главна улога (1. сезона)   |
| 2020.      | Легенде сутрашњице      |               | Кејт Кејн / Бетвумен | 1 епизода                  |